# Боярка (приток Лошанки)
Боя́рка (бел. Бая́рка) — река в Гродненском районе Гродненской области Белоруссии. Правый приток реки Лошанка.
Исток реки расположен возле деревни Соломенка, устье — возле деревни Лаша. Высота истока — 170,8 м над уровнем моря.
Длина реки составляет 15 км. Площадь водосбора — 77,5 км². Средний наклон водной поверхности — 4,1 ‰.
На протяжении 4,4 км (ниже истока до деревни Пясли) канализирована.